# Roberto Córdova
Roberto Córdova (* 5. Oktober 1899 in Mexiko-Stadt; † 1967) war ein mexikanischer Jurist und Diplomat. Er wirkte von 1949 bis 1955 als Mitglied der Völkerrechtskommission der Vereinten Nationen und von 1955 bis 1964 als Richter am Internationalen Gerichtshof.

## Leben
Roberto Córdova absolvierte seine akademische Ausbildung an der University of Texas und an der juristischen Fakultät der Universidad Nacional Autónoma de México. Er wirkte anschließend in den 1920er Jahren als Vertreter seines Heimatlandes in der Mexico-United States Claims Commission sowie von 1937 bis 1940 in Schlichtungsverhandlungen mit den Vereinigten Staaten. 1933 wurde er Professor für internationales Recht an der Escuela Libre de Derecho in Mexiko-Stadt. Von 1938 bis 1943 war er als Rechtsberater der mexikanischen Botschaft in Washington, D.C. tätig.
Darüber hinaus war er 1943 Botschafter in Costa Rica sowie 1945 Delegierter Mexikos bei der Konferenz von Chapultepec, durch die der Grundstein für den Interamerikanischen Vertrag über gegenseitigen Beistand gelegt wurde, und Mitglied der mexikanischen Delegation bei der Konferenz von San Francisco, auf der die Charta der Vereinten Nationen (UN) ausgearbeitet wurde. Von 1949 bis 1954 gehörte er der neugegründeten Völkerrechtskommission der UN an, für die er als Sonderberichterstatter zu den Themen Verringerung der Staatenlosigkeit und Regelung von mehrfacher Staatsbürgerschaft fungierte. Im Jahr 1955 wechselte er als Richter an den Internationalen Gerichtshof in Den Haag, an dem er bis 1964 wirkte.
Er war verheiratet und Vater von einem Sohn und zwei Töchtern.